# Taula de Canvi (revista)
Taula de canvi va ser una revista teòrico-política i cultural fundada i dirigida per Alfons Carles Comín i Ros el 1976. La publicació va arribar a la fi amb el número extra el 1981, un any després de la mort del seu fundador. La idea va començar a gestar-se en el 1974 aprofitant el clima de certa tolerància informativa que es va viure en l'etapa en què Ricardo de la Cierva va estar al capdavant de la direcció general de cultura del ministeri d'Informació i Turisme. No obstant, un darrer gir involucionista del règim franquista va provocar que la revista no veiés la llum fins al 1976, després de la mort de Franco.
L'objectiu de la publicació era reivindicar-se com un altaveu del grup dissident Bandera Roja. Un cop aquest grup es va integrar dins del PSUC, la revista es va orientar en una plataforma on les diferents sensibilitats del partit poguessin participar en igualtat de condicions. Aquesta mateixa combinació d'elements diversos va provocar la creació d'un espai ideològic propi i una forma innovadora de plantejar la dicotomia entre reforma i rutpura present en els debats de l'època.
Malgrat la seva curta durada, no va trobar solució de continuïtat després de la mort del seu fundador, és referenciada per molts estudiosos demostrant l'impacte que va tenir malgrat la curta existència.